# 特罗埃讷
特罗埃讷（法語：Troësnes，法語發音：[tʁɔɛn]）是法国上法蘭西大區埃纳省的一个市镇，属于蒂耶里堡区。

## 地理
特罗埃讷（49°11'35"N, 3°10'11"E）面积2.65 平方千米，位于法国上法蘭西大區埃纳省，该省份为法国北部内陆省份，北起北部省，西接索姆省和瓦兹省，东临阿登省和马恩省，西南至塞纳-马恩省，东北部与比利时接壤。
与特罗埃讷接壤的市镇（或旧市镇、城区）包括：法沃罗勒、米隆堡、马里济-圣热讷维耶沃、乌尔克河畔诺鲁瓦、锡利拉波特里。
特罗埃讷的时区为UTC+01:00、UTC+02:00（夏令时）。

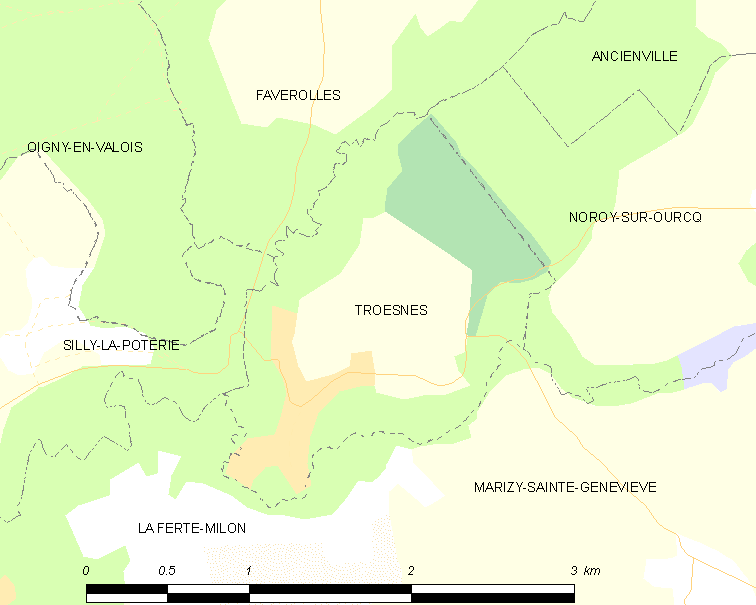
特罗埃讷的OSM定位图

## 行政
特罗埃讷的邮政编码为02460，INSEE市镇编码为02749。

## 政治
特罗埃讷所属的省级选区为维莱科特雷县。

## 人口

1962-2008年间特罗埃讷人口变化图示

特罗埃讷于2022年1月1日时的人口数量为211人。